# Claude Renoir
Claude Renoir (Parigi, 4 dicembre 1913 – Troyes, 5 settembre 1993) è stato un direttore della fotografia francese.

## Biografia
Tra gli anni trenta e i cinquanta ha collaborato in una dozzina di occasioni con lo zio Jean Renoir, sia come operatore alla macchina da presa che come direttore della fotografia. Negli anni sessanta e settanta ha invece collaborato più volte con Roger Vadim.

## Filmografia parziale
- Toni, regia di Jean Renoir (1935)
- La scampagnata (Partie de campagne), regia di Jean Renoir (1936)
- La vita è nostra (La vie est à nous) (1936)
- Le chanteur de minuit, regia di Léo Joannon (1937)
- Parata d'amore (Lumières de Paris), regia di Richard Pottier (1938)
- Le dernier tournant, regia di Pierre Chenal (1939)
- Prigione d'amore (Sérénade), regia di Jean Boyer (1940)
- La più bella avventura (L'aventure est au coin de la rue), regia di Jacques Daniel-Norman (1944)
- Eroi senza armi (Le père tranquille), regia di René Clément (1946)
- I ribelli della Vandea (Les chouans), regia di Henri Calef (1947)
- Tragico incontro (La maison sous la mer), regia di Henri Calef (1947)
- Monsieur Vincent, regia di Maurice Cloche (1947)
- Le sedicenni (Rendez-vous de juillet), regia di Jacques Becker (1949)
- I bastardi (Né de père inconnu), regia di Maurice Cloche (1950)
- Knock o il trionfo della medicina (Knock), regia di Guy Lefranc (1951)
- Il fiume (Le Fleuve), regia di Jean Renoir (1951)
- La vita di Jean Henri Fabre (Monsieur Fabre), regia di Henri Diamant-Berger (1951)
- Il guanto verde (The Green Glove), regia di Rudolph Maté (1952)
- Puccini, regia di Carmine Gallone (1953)
- La carrozza d'oro (Le Carrosse d'or), regia di Jean Renoir (1953)
- Maddalena, regia di Augusto Genina (1953)
- Anime bruciate (Un missionnaire), regia di Maurice Cloche (1955)
- Il mistero Picasso (Le Mystère Picasso), regia di Henri-Georges Clouzot (1956)
- Eliana e gli uomini (Elena et les hommes), regia di Jean Renoir (1956)
- Una vita - Il dramma di una sposa (Une vie), regia di Alexandre Astruc (1958)
- Peccatori in blue jeans (Les tricheurs), regia di Marcel Carné (1958)
- Luna di miele (Luna de miel), regia di Michael Powell (1959)
- Il sangue e la rosa (Et mourir de plaisir), regia di Roger Vadim (1960)
- Gioventù nuda (Terrain vague), regia di Marcel Carné (1960)
- Sinfonia per un massacro (Symphonie pour un massacre), regia di Jacques Deray (1963)
- Il ribelle di Algeri (L'insoumis), regia di Alain Cavalier (1964)
- La calda preda (La curée), regia di Roger Vadim (1966)
- Tre uomini in fuga (La Grande vadrouille), regia di Gérard Oury (1966)
- Tre passi nel delirio, episodio Metzengerstein, regia di Roger Vadim (1968)
- Barbarella, regia di Roger Vadim (1968)
- La pazza di Chaillot (The Madwoman of Chaillot), regia di Bryan Forbes (1969)
- Gli sposi dell'anno secondo (Les Mariés de l'an II), regia di Jean-Paul Rappeneau (1971)
- Gli scassinatori (Le casse), regia di Henri Verneuil (1971)
- Il serpente (Le serpent), regia di Henri Verneuil (1973)
- Il braccio violento della legge 2 (French Connection II), regia di John Frankenheimer (1975)
- Il caso del dottor Gailland (Docteur Françoise Gailland), regia di Jean-Louis Bertuccelli (1976)
- Una femmina infedele (Une femme fidèle), regia di Roger Vadim (1976)
- La spia che mi amava (The Spy Who Loved Me), regia di Lewis Gilbert (1977)
- Lo sconosciuto (Attention, les enfants regardent), regia di Serge Leroy (1978)
- Histoire d'amour (Le toubib), regia di Pierre Granier-Deferre (1979)

## Riconoscimenti
- Premio César per la migliore fotografia
  - 1977: candidato - Il caso del dottor Gailland e Una femmina infedele
- Premio Gianni Di Venanzo 2005: Premio alla memoria